# Kill box
Kill Box, também conhecida como “caixa letal” ou “caixa da morte”, é uma tática de guerra que destacou-se na década de 1990. A tática de  kill box designa uma região tridimensional segmentada por uma rede determinada por coordenadas, geralmente dados de latitude e longitude, na qual as forças militares são autorizadas a conduzir ataques letais contra alvos em terra sem qualquer coordenação do comando. Desta forma se têm esta região como uma “área de fogo livre  esta designação é bem adaptada a sua aplicação de forma descentralizada . Uma kill box é uma zona autônoma temporária de massacre.

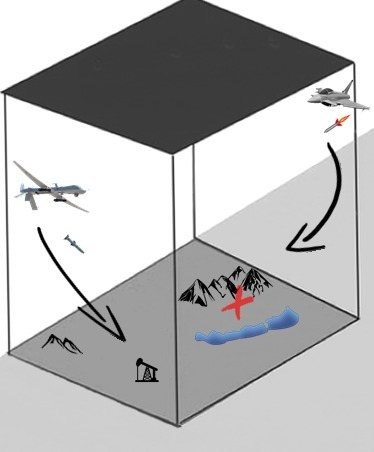
Uma kill box azul em execução

## Uso da kill box
As kill box têm como objetivo servir como uma Fire Support Coordinating Measure (FSCM), ou seja, uma medida tomada pelos comandantes de forma a facilitar o engajamento de alvos e simultaneamente prover proteção às forças aliadas, além de possibilitar o controle do território sem o seu domínio. Uma kill box é acionada quando há algum tipo de incumbência militar e estratégica que deve ser executada. Sendo assim, é um dispositivo que possui um ciclo de vida bem definido e controlado: do seu acionamento, operação e execução, até a sua total desabilitação e fechamento. É possível analisar e monitorar este ciclo de operação em tempo real, através das tecnologias automatizadas, bem como é possível ter uma rede de monitoramento com inúmeras kill box em operação. Graficamente este monitoramento representa um mosaico dinâmico composto por cubos letais com propriedades e “regras de engajamento específicas” . Cada unidade deste mosaico tem um grau de importância representado por algum critério qualitativo, que varia de acordo com as etapas de vida da kill box. Nas palavras de Chamayou: ”Nesse modelo, a zona de conflito aparece como um espaço fragmentado em uma multiplicidade de caixas de morte provisórias, ativáveis com flexibilidade e burocracia ao mesmo tempo”. 

## Tipos de kill box
Tipos de kill box:
- Blue kill box: Abrangem ataques ar-superfície, mas não ataques superfície-superfície, sem a necessidade de autorização do comando.[5]
- Purple kill box: Abrangem ataques tanto ar-superfície, quanto superfície-superfície sem a necessidade de autorização do comando.[5]

## História
Este termo, kill box, e sua forma de designação de área de conflito já está presente no arcabouço bélico americano desde 1991, onde esteve presente na Guerra do Golfo. Na operação Tempestade no Deserto, no Iraque, foi usada para determinar espaços de 30’ por 30’ nos quais equipes de soldados tivessem liberdade para eliminar alvos específicos como formações de soldados da guarda da república iraquiana ou misseis SCUD 
Em 2005 foi sugerido abertamente por Donald Rumsfeld, diretor da Rand Corporation a adotar um sistema não linear de kill box para as operações contra-insurgência, uma vez que o tamanho das kill box pode ser modulado, se adaptando a diferentes terrenos, inclusive à guerra urbana, além de poder ser aberta e fechada rapidamente em resposta a situações militares.Quando a kill box é usada na guerra contra-insurgência permite pensar a extensão desse modelo para qualquer zona.
A guerra de guerrilhas sempre teve um caráter problemático para as potências, onde é evitado o confronto direto e preferido a execução.Durante o início da guerra contra-insurgente, pensava-se que o combate não poderia ser feito pela aviação. A capacidade de bombardear dos aviões pouco importava contra um inimigo pequeno e disperso. Os bombardeios aéreos matavam além dos alvos, uma porção de civis. Esses assassinatos colocava a opinião publica contra a guerra, ato que violaria uma das estratégias principais da guerra contra-insurgencia.
Dessa forma a guerra pelo ar tinha pouca importância para os estrategistas da contra-insurgência, tanto que em 2006 o “Counterinsurgency field manual” do exército estadunidense consagrou poucas páginas em anexo para isso. Entretanto embora na teoria o combate aéreo era desinteressante, na prática desde 2000 ele já acontecia, sendo protagonizado pelos Drones, na forma de kill box; controlando o território sem seu domínio terrestre.

## Críticas
Com os avanços tecnológicos no campo dos drones, esses conseguem navegar em espaços cada vez mais confinados , possibilitando com que as kill box sejam miniaturizáveis a ponto de reduzir ao corpo do alvo o campo de batalha, entretanto o espaço é transferível para qualquer lugar onde se encontra o alvo, tornando o mundo como um terreno de batalha. Embasados no argumento de que não se pode criar uma zona salva às organizações terroristas em Estados onde tem uma força políticas ineficiente: as fronteiras do campo de batalha passam a não serem mais geopolíticas, mas a localização dos participantes de um conflito.  O exercício do poder letal de polícia fora das fronteiras.